# Orsonnette
Orsonnette – miejscowość i dawna gmina we Francji, w regionie Owernia-Rodan-Alpy, w departamencie Puy-de-Dôme. W 2013 roku jej populacja wynosiła 199 mieszkańców. 
W dniu 1 stycznia 2016 roku z połączenia dwóch ówczesnych gmin – Nonette oraz Orsonnette – utworzono nową gminę Nonette-Orsonnette. Siedzibą gminy została miejscowość Nonette. 